# Q 244
Q 244 war die Hüllennummer des ersten Projektes für den Bau eines Atom-U-Bootes der Französische Marine in den 1950er Jahren.
Baubeginn war 1955 in Cherbourg. Das Projekt wurde 1958 aufgegeben und nicht fertiggestellt.
Zu Beginn der 1960er wurde ein neues Bauprojekt in Auftrag gegeben. Im Gegensatz zum Q 244-Entwurf sollte die Bewaffnung nicht mehr lediglich aus Torpedos, sondern hauptsächlich aus nuklear bestückten ballistischen Raketen bestehen.
Das neue Projekt, zu dem auch das konventionell angetriebene Versuchs-U-Boot Gymnote gehörte, wurde fertiggestellt.
Die französische Marine stellte 1971 mit der Le Redoutable ihr erstes Atom-U-Boot in Dienst.